# Bacotia clathrella
Bacotia clathrella är en fjärilsart som beskrevs av Charles Théophile Bruand d’Uzelle 1844. Bacotia clathrella ingår i släktet Bacotia och familjen säckspinnare. Inga underarter finns listade i Catalogue of Life.